# Nenji Kobayashi
Nenji Kobayashi (小林 稔侍, Kobayashi Nenji), né le 7 février 1943, est un acteur japonais.

## Biographie
Nenji Kobayashi remporte le prix du meilleur second rôle aux 23e prix de cinéma de l'Académie japonaise pour Poppoya.

## Filmographie partielle

### Cinéma
- 1963 : Ankokugai saidai no kettō (暗黒街最大の決斗?) d'Umetsugu Inoue
- 1969 : Chō kōsō no akebono (超高層のあけぼの?) de Hideo Sekigawa
- 1974 : Combat sans code d'honneur 4 : Opération au sommet (仁義なき戦い 頂上作戦, Jingi naki tatakai: Chōjō sakusen?) de Kinji Fukasaku
- 1975 : Nouveau combat sans code d'honneur 2 : La Tête du boss (新仁義なき戦い 組長の首, Shin jingi naki tatakai: Kumichō no kubi?) de Kinji Fukasaku
- 1976 : Tombe de yakuza et fleur de gardénia (やくざの墓場 くちなしの花, Yakuza no hakaba: Kuchinashi no hana?) de Kinji Fukasaku : Akira Kitajima
- 1977 : Hokuriku Proxy War (北陸代理戦争, Hokuriku dairi sensō?) de Kinji Fukasaku
- 1977 : The Doberman Cop (ドーベルマン刑事, Doberuman deka?) de Kinji Fukasaku
- 1978 : Fleurs d'hiver (冬の華, Fuyu no hana?) de Yasuo Furuhata : Daisuke Mukai
- 1978 : Les Évadés de l'espace (宇宙からのメッセージ, Uchū kara no messēji?) de Kinji Fukasaku
- 1979 : Nihon no fikusā (日本の黒幕?) de Yasuo Furuhata
- 1980 : Dōran (動乱?) de Shirō Moritani
- 1980 : Crazy Thunder Road (狂い咲きサンダーロード, Kuruizaki sandā rōdo?) de Sōgo Ishii
- 1981 : Eijanaika (ええじゃないか?) de Shōhei Imamura
- 1981 : The Gate of Youth (青春の門, Seishun no mon?) de Kinji Fukasaku et Koreyoshi Kurahara
- 1982 : Giwaku (疑惑?) de Yoshitarō Nomura : le juge Munakata
- 1983 : La Ballade de Narayama (楢山節考, Narayama bushi-ko?) de Shōhei Imamura
- 1983 : La Taverne Chōji (居酒屋兆治, Izakaya Chōji?) de Yasuo Furuhata
- 1985 : Seburi monogatari (瀬降り物語?) de Sadao Nakajima : le militaire
- 1985 : Sōshun monogatari (早春物語?) de Shin'ichirō Sawai : le cafetier
- 1987 : Yogisha (夜汽車?) de Kōsaku Yamashita
- 1987 : L'École emportée (漂流教室, Hyōryū kyōshitsu?) de Nobuhiko Ōbayashi
- 1987 : Tokyo Bordello (吉原炎上, Yoshiwara Enjō?) de Hideo Gosha
- 1987 : Maiko monogatari (舞妓物語?) de Yōnosuke Minamoto
- 1998 : Gakko III (学校ＩＩＩ?) de Yōji Yamada
- 1999 : Poppoya (鉄道員?) de Yasuo Furuhata
- 2001 : Le Chemin des lucioles (ホタル, Hotaru?) de Yasuo Furuhata : Ogata
- 2002 : Le Samouraï du crépuscule (たそがれ清兵衛, Tasogare seibei?) de Yōji Yamada
- 2003 : Café Lumière (咖啡時光) de Hou Hsiao-hsien
- 2004 : La Servante et le Samouraï (隠し剣 鬼の爪, Kakushi ken oni no tsume?) de Yōji Yamada
- 2006 : Amour et Honneur (武士の一分, Bushi no ichibun?) de Yōji Yamada
- 2013 : Tokyo kazoku (東京家族, Tōkyō kazoku?) de Yōji Yamada
- 2015 : Haha to kuraseba (母と暮せば?) de Yōji Yamada : officier démobilisé
- 2019 : C'est dur d'être un homme : Tora-san pour toujours (男はつらいよ お帰り 寅さん, Otoko wa tsurai yo: Okaeri Tora-san?) de Yōji Yamada : Kubota

### Télévision
- 1967 : Captain Ultra (série TV)
- 1994-2006 : Furuhata Ninzaburō (série TV)

## Distinctions
Sauf indication contraire, les informations mentionnées dans cette section peuvent être confirmées par la base de données cinématographiques IMDb,  présente dans la section « Liens externes ».

### Récompenses
- Japan Academy Prize du meilleur second rôle masculin :
  - en 2000 pour son interprétation dans Poppoya[1]

### Nominations
- Japan Academy Prize du meilleur second rôle masculin :
  - en 1988 pour ses interprétations dans L'École emportée, Maiko monogatari et Yogisha[2]
  - en 2002 pour son interprétation dans Le Chemin des lucioles[3]
  - en 2003 pour son interprétation dans Le Samouraï du crépuscule[4]